# Robert Défossé
Robert Défossé (19 de juny de 1909 - 30 d'agost de 1973) fou un futbolista francès.

## Selecció de França
Va formar part de l'equip francès a la Copa del Món de 1934.